# Tour Down Under 2005
De Tour Down Under 2005 (Engels: 2005 Jacob's Creek Tour Down Under) was de zevende editie van de meerdaagse wielerwedstrijd die in en rondom Adelaide in Australië wordt gehouden. Deze editie vond plaats van 18 tot en met 23 januari 2005.
De eindzege ging voor de tweede keer naar Spanje. Na Mikel Astarloza, winnaar in 2003, ging de zege dit jaar naar Luis León Sánchez, lid van het Spaanse het Liberty Seguros-Würth Team. Hij won de zesdaagse etappekoers voor de Australiërs Allan Davis (tweede op 0.33) en Stuart O'Grady (derde op 0.47).

## Startlijst
Er namen twaalf ploegen deel, die met elk acht renners aan de start verschenen.
| Team UniS-Australia | Quick·Step      | Credit Agricole           | Lampre-Caffita             |
| United Water        | AG2R Prévoyance | La Française de Jeux      | Liberty Seguros-Würth Team |
| Davitamon-Lotto     | Cofidis         | Ceramica Panaria-Navigare | Navigators Insurance       |

## Etappe-overzicht
| etappe | datum      | start     | finish        | afstand  | winnaar           | klassementsleider |
| ------ | ---------- | --------- | ------------- | -------- | ----------------- | ----------------- |
| 1e     | 18 januari | Adelaide  | Adelaide      | 50,0 km  | Robbie McEwen     | Robbie McEwen     |
| 2e     | 19 januari | Salisbury | Tanunda       | 150,0 km | Robbie McEwen     | Robbie McEwen     |
| 3e     | 20 januari | Glenelg   | Victor Harbor | 139,0 km | Luis León Sánchez | Luis León Sánchez |
| 4e     | 21 januari | Unley     | Hahndorf      | 152,0 km | Matthew White     | Luis León Sánchez |
| 5e     | 22 januari | Willunga  | Willunga      | 147,0 km | Alberto Contador  | Luis León Sánchez |
| 6e     | 23 januari | Adelaide  | Adelaide      | 81,0 km  | Robbie McEwen     | Luis León Sánchez |

## Etappe uitslagen
| rang | renner                    | land | tijd    |
| ---- | ------------------------- | ---- | ------- |
| 1    | Robbie McEwen             | AUS  | 1:00.45 |
| 2    | Allan Davis               | AUS  | zt      |
| 3    | Stuart O'Grady            | AUS  | zt      |
| 4    | Baden Cooke               | AUS  | zt      |
| 5    | Guillermo Ruben Bongiorno | ARG  | zt      |

| rang | renner         | land | tijd    |
| ---- | -------------- | ---- | ------- |
| 1    | Robbie McEwen  | AUS  | 3:43.28 |
| 2    | Paride Grillo  | ITA  | zt      |
| 3    | Allan Davis    | AUS  | zt      |
| 4    | Stuart O'Grady | AUS  | zt      |
| 5    | Erki Pütsep    | EST  | zt      |

| rang | renner            | land | tijd    |
| ---- | ----------------- | ---- | ------- |
| 1    | Luis León Sánchez | ESP  | 3:19.39 |
| 2    | Johan Vansummeren | BEL  | zt      |
| 3    | Gene Bates        | AUS  | + 0.16  |
| 4    | Robert McLachlan  | AUS  | zt      |
| 5    | Javier Ramirez    | ESP  | zt      |

| rang | renner            | land | tijd    |
| ---- | ----------------- | ---- | ------- |
| 1    | Matthew White     | AUS  | 3:35.00 |
| 2    | Robbie McEwen     | AUS  | zt      |
| 3    | Sébastien Joly    | FRA  | + 0.02  |
| 4    | Frédéric Finot    | FRA  | zt      |
| 5    | Fortunato Baliani | ITA  | + 0.06  |

| rang | renner            | land | tijd    |
| ---- | ----------------- | ---- | ------- |
| 1    | Alberto Contador  | ESP  | 3:17.51 |
| 2    | Luis León Sánchez | ESP  | zt      |
| 3    | Allan Davis       | AUS  | + 0.22  |
| 4    | Javier Ramirez    | ESP  | + 0.25  |
| 5    | David McPartland  | AUS  | + 0.25  |

| rang | renner                    | land | tijd    |
| ---- | ------------------------- | ---- | ------- |
| 1    | Robbie McEwen             | AUS  | 1:45.29 |
| 2    | Paride Grillo             | ITA  | zt      |
| 3    | Allan Davis               | AUS  | zt      |
| 4    | Guillermo Ruben Bongiorno | ARG  | zt      |
| 5    | Stuart O'Grady            | AUS  | zt      |

## Algemeen klassement
| rang | renner            | land | tijd     |
| ---- | ----------------- | ---- | -------- |
| 1    | Luis León Sánchez | ESP  | 16:45.44 |
| 2    | Allan Davis       | AUS  | + 0.33   |
| 3    | Stuart O'Grady    | AUS  | + 0.47   |
| 4    | Johan Vansummeren | BEL  | + 0.48   |
| 5    | Javier Ramirez    | ESP  | + 0.50   |
| 6    | David McPartland  | AUS  | + 0.53   |
| 7    | Simon Gerrans     | AUS  | + 1.04   |
| 8    | Paride Grillo     | ITA  | + 1.10   |
| 9    | Mark Renshaw      | AUS  | + 1.18   |
| 10   | Robert McLachlan  | AUS  | zt       |

1999 · 
2000 · 
2001 · 
2002 · 
2003 · 
2004 · 
2005 · 
2006 · 
2007 · 
2008 · 
2009 · 
2010 · 
2011 · 
2012 · 
2013 · 
2014 · 
2015 · 
2016 · 
2017 · 
2018 · 
2019 · 
2020  · 
2021-2022 · 
2023 · 2024 · 2025